# شربورگ، کوئینزلند
شربورگ (به انگلیسی: Cherbourg) یک شهرک در استرالیا است که در Aboriginal Shire of Cherbourg واقع شده‌است.